# Tomasz Stusiński
Tomasz Stusiński (18 settembre 1976) è uno schermidore polacco.

## Biografia
Nei campionati europei di scherma ha conquistato una medaglia d'oro a Plovdiv nel 1998, nella gara di sciabola a squadre.

## Palmarès
In carriera ha conseguito i seguenti risultati:
- Europei di scherma

Plovdiv 1998: oro nella sciabola a squadre.